# Gnorimus
Пестряки (Gnorimus) — род пластинчатоусых жуков. Входит в состав подсемейства Trichiinae, которое иногда также рассматривается в статусе трибы Trichiini в подсемействе бронзовок (Cetoniinae).

## Описание
Жуки длиной 11—24 мм с относительно суженной назад переднеспинкой и относительно широкими, с закругленными боками надкрыльями. Окраска тела разнообразная: чёрная, частично рыжая, с разной степенью выраженным металлически-зеленым иди медно-красным отливом, или яркая металлически-зелёная, или медно-красная. На передпеспинке, надкрыльях и пигидии имеются белые или желтые чешуйчатые пятна, которые образуют рисунок. Поверхность тела блестящая или матовая, иногда покрыта бархатистым чёрным, зелёным налётом. Голова небольшая, без выростов и сильных вдавлений. Глаза довольно выпуклые. Усики несут 3-члениковую, пластинчатую булаву. Надкрылья широкие, не выпуклые, с закругленными боками. Пропигидий прикрыт надкрыльями. Пигидий большой и
сильно выпуклый. Грудь покрыта более или менее густыми, светлыми волосками. Брюшко также покрыто более редким и коротким волосяным покровом. Передние голени с 2 зубцами.

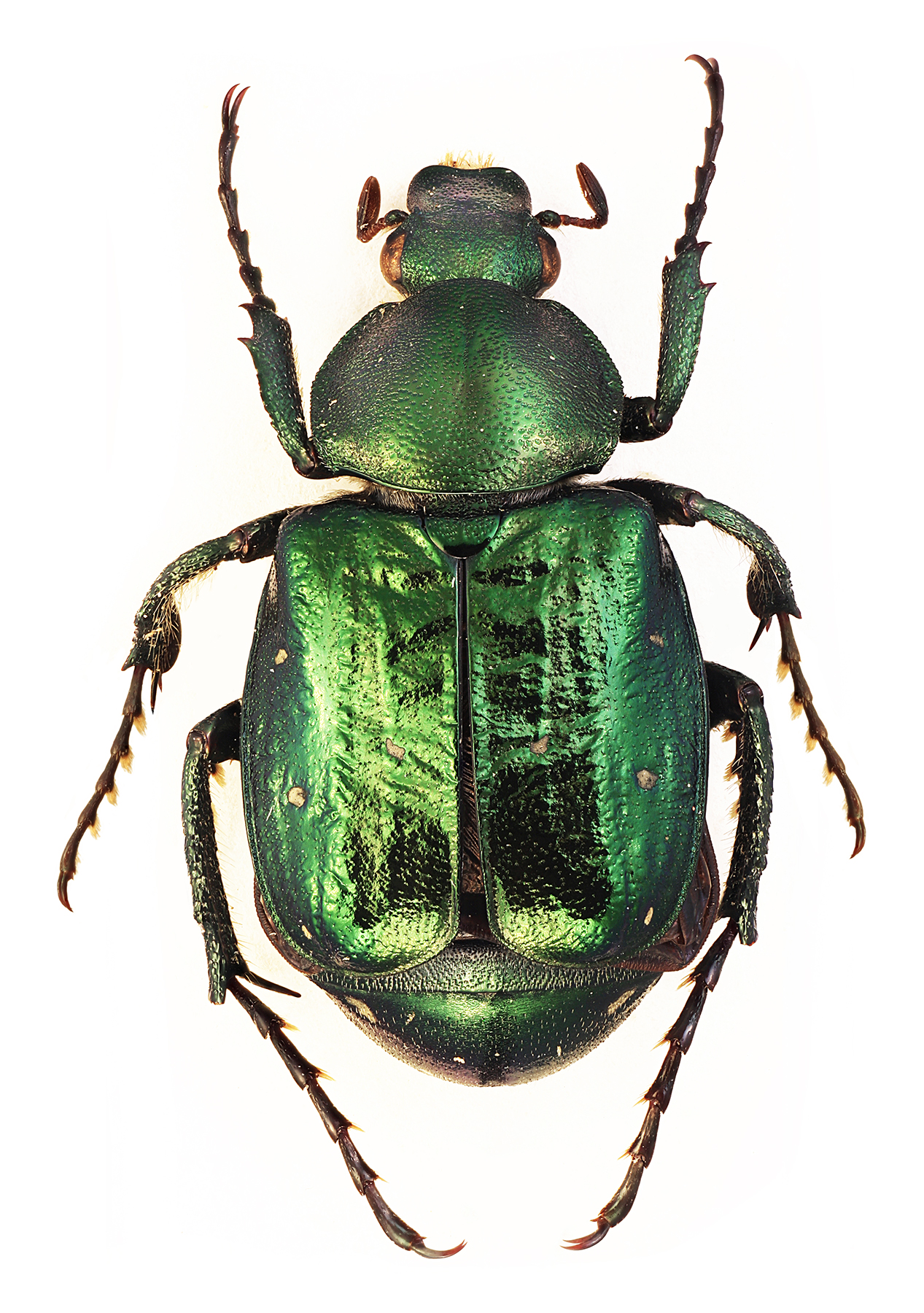
Gnorimus nobilis

Личинка средней величины или относительно крупная, с толстым, С-образно изогнутым телом. Куколка характеризуется тем, что её последний брюшной сегмент сильно сужен и заканчивается маленькой выемкой треугольной формы. Личинки развиваются в трухлявой древесине (пнях, стволах, дуплах) лиственных деревьев. Генерация однолетняя, но иногда достигает двух лёт. Зимуют личинки личинки, окукливание — весной. Жуки являются теплолюбивыми дневными насекомыми, активными в теплые солнечные дни. Жуки населяют старые широколиственные и смешанные леса с обязательным наличием старых дуплистых деревьев. Жуки обычно держатся на лесных полянах, на цветущих кустарниках и высоких травянистых растениях.

## Ареал
Представители рода распространены в Европе, Азии и северной Африке.

## Состав рода
- Gnorimus armeniacus
- Gnorimus baborensis
- Gnorimus bartelsi
- Gnorimus decempunctatus
- Gnorimus nobilis
- Gnorimus subcostatus
- Gnorimus subopacus
- Gnorimus variabilis (=octopunctatus)